# Soçairac
Soçairac (en francès Sousceyrac) és un municipi francès situat al departament de l'Òlt i a la regió d'Occitània.

## Demografia
| 1962                                       | 1968  | 1975  | 1982  | 1990  | 1999 | 2007 |
| ------------------------------------------ | ----- | ----- | ----- | ----- | ---- | ---- |
| 1.227                                      | 1.236 | 1.044 | 1.058 | 1.064 | 988  | 917  |
| Des de 1962: població sense dobles comptes |       |       |       |       |      |      |

## Administració
| Període   | Identitat       | Partit |
| --------- | --------------- | ------ |
| 2001-2008 | Maurice Blazi   | PRG    |
| 2008-     | Francis Laborie |        |